# 三戸村
三戸村（みとむら）はかつて岐阜県郡上郡に存在した村である。
現在の郡上市美並町三戸にあたる。
村名は、前身となった村名から一文字ずつ取った、合成地名である。

## 歴史
- 1875年（明治8年） - 深戸村、相戸村、三日市村が合併し、三戸村となる。
- 1889年（明治22年）7月1日 - 町村制で三戸村発足。
- 1897年（明治30年）4月1日 - 梅原村、白山村、大原村が合併し、下川村発足。同日三戸村は廃止される。